# Vršovice (Opavai járás)
Vršovice település Csehországban, a Opavai járásban. Vršovice Opava, Hradec nad Moravicí, Hlubočec, Raduň és Chvalíkovice településekkel határos. Lakosainak száma 523 fő (2024. január 1.).

## Népesség
A település lakosságának változását az alábbi diagram mutatja:
| Lakosok száma | 502  | 545  | 638  | 529  | 433  | 437  | 502  | 519  | 520  | 523  |
|               | 1869 | 1890 | 1921 | 1950 | 1980 | 2001 | 2017 | 2019 | 2022 | 2024 |